# Sweet Way
Sweet Way est un Duo musical français originaire de la commune de  Saint-Laurent-du-Maroni en Guyane.

## Tournées
Palacio 2012